# Indrek Kaseorg
Indrek Kaseorg, né le 16 décembre 1967 à Tartu, est un athlète estonien, spécialiste du décathlon.
Son meilleur résultat, au meeting de Götzis, est de 8 179 points, le 31 mai 1998.
Il est médaillé d'argent à l'Universiade de 1993 à Buffalo (États-Unis) avec la marque de 7864 points.